# بریتانی رتکلیف
بریتانی رتکلیف (انگلیسی: Brittany Ratcliffe؛ زادهٔ ۷ فوریهٔ ۱۹۹۴) بازیکن فوتبال اهل ایالات متحده آمریکا است.